# Hypercompe detecta
Hypercompe detecta är en fjärilsart som beskrevs av Charles Oberthür 1881. Hypercompe detecta ingår i släktet Hypercompe och familjen björnspinnare. Inga underarter finns listade i Catalogue of Life.